# Sim-Jü

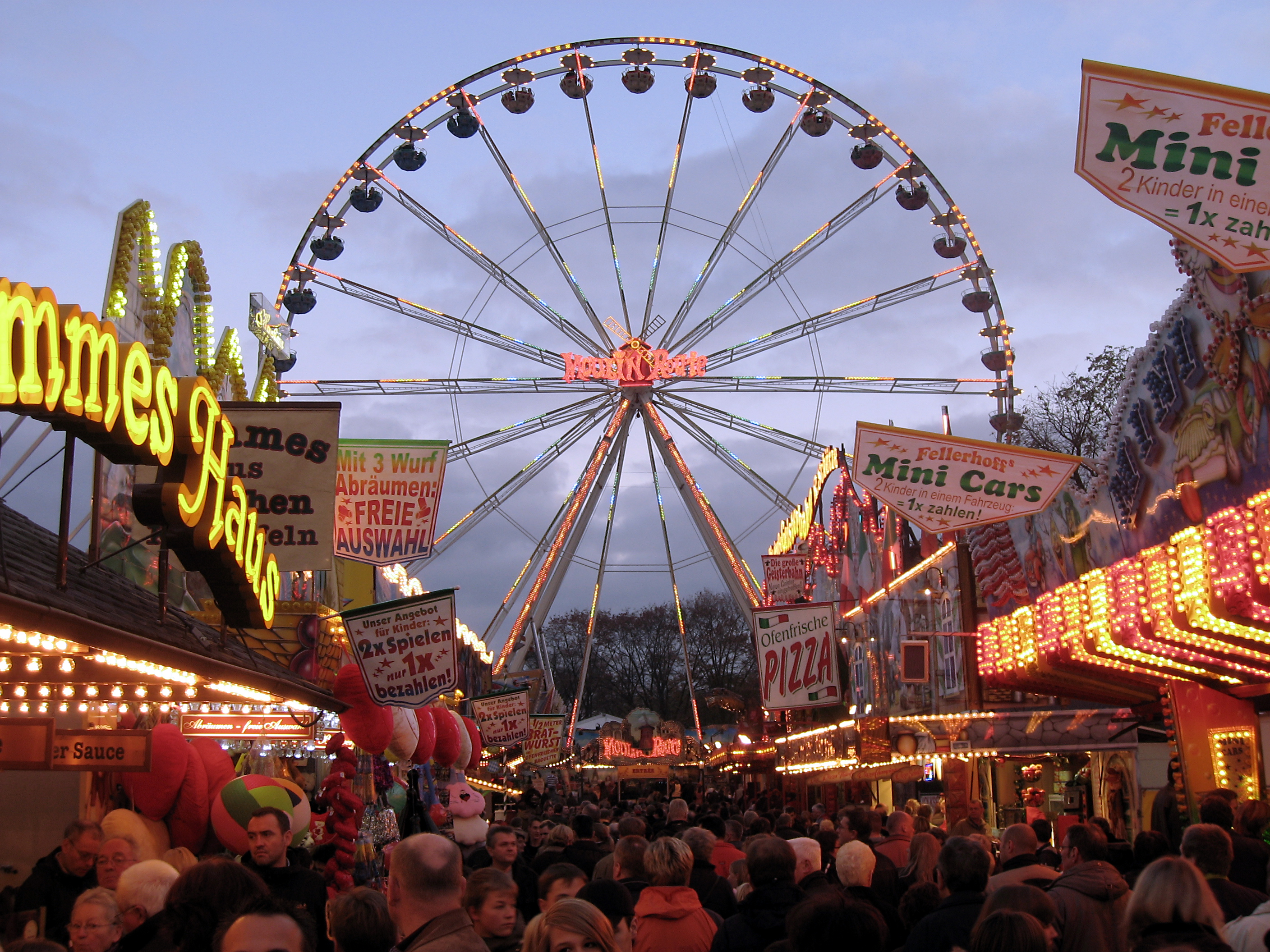
Riesenrad am Hagen (2008)

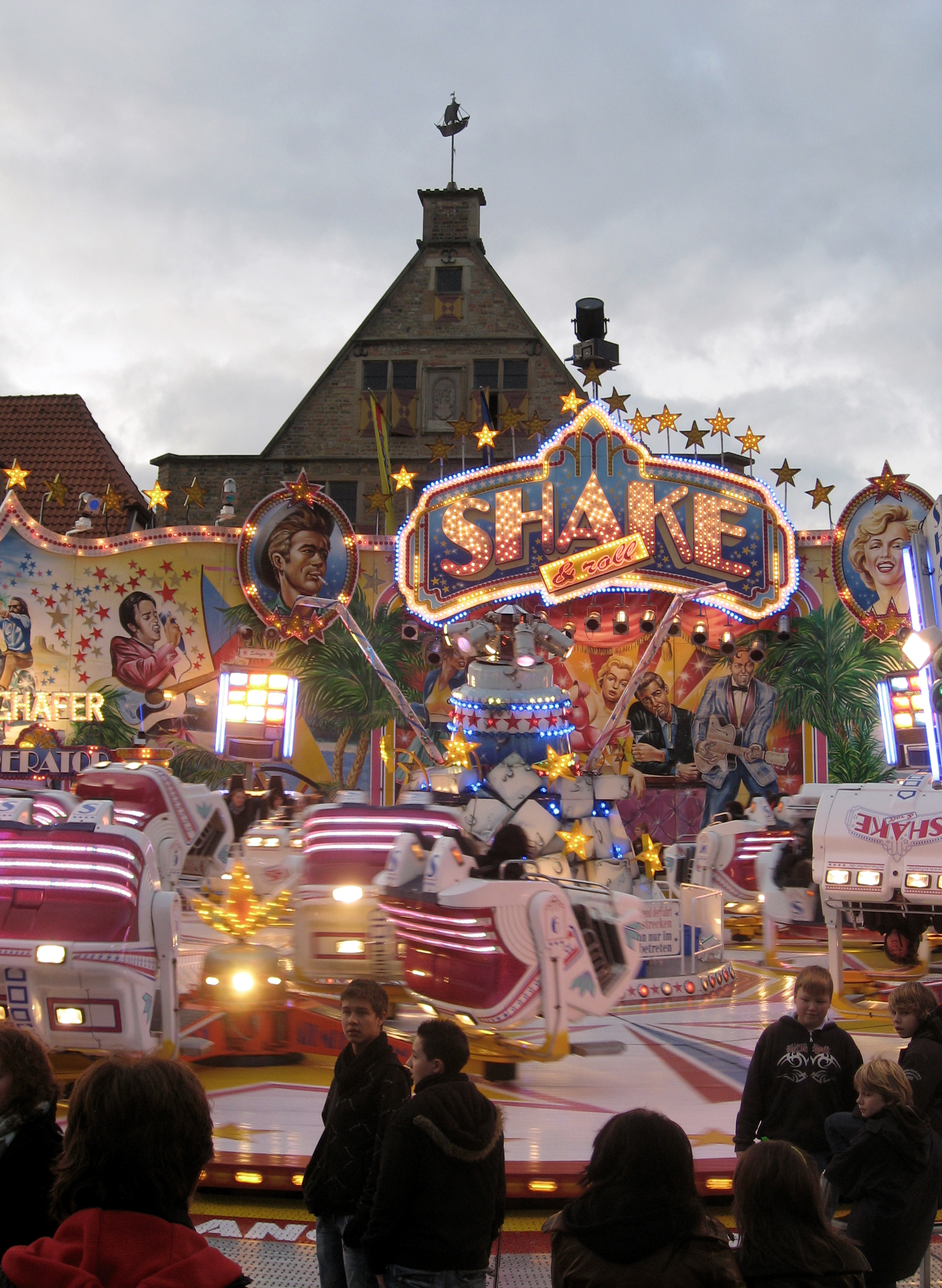
Fahrgeschäft auf dem Marktplatz (im Hintergrund das „Alte Rathaus“) (2008)

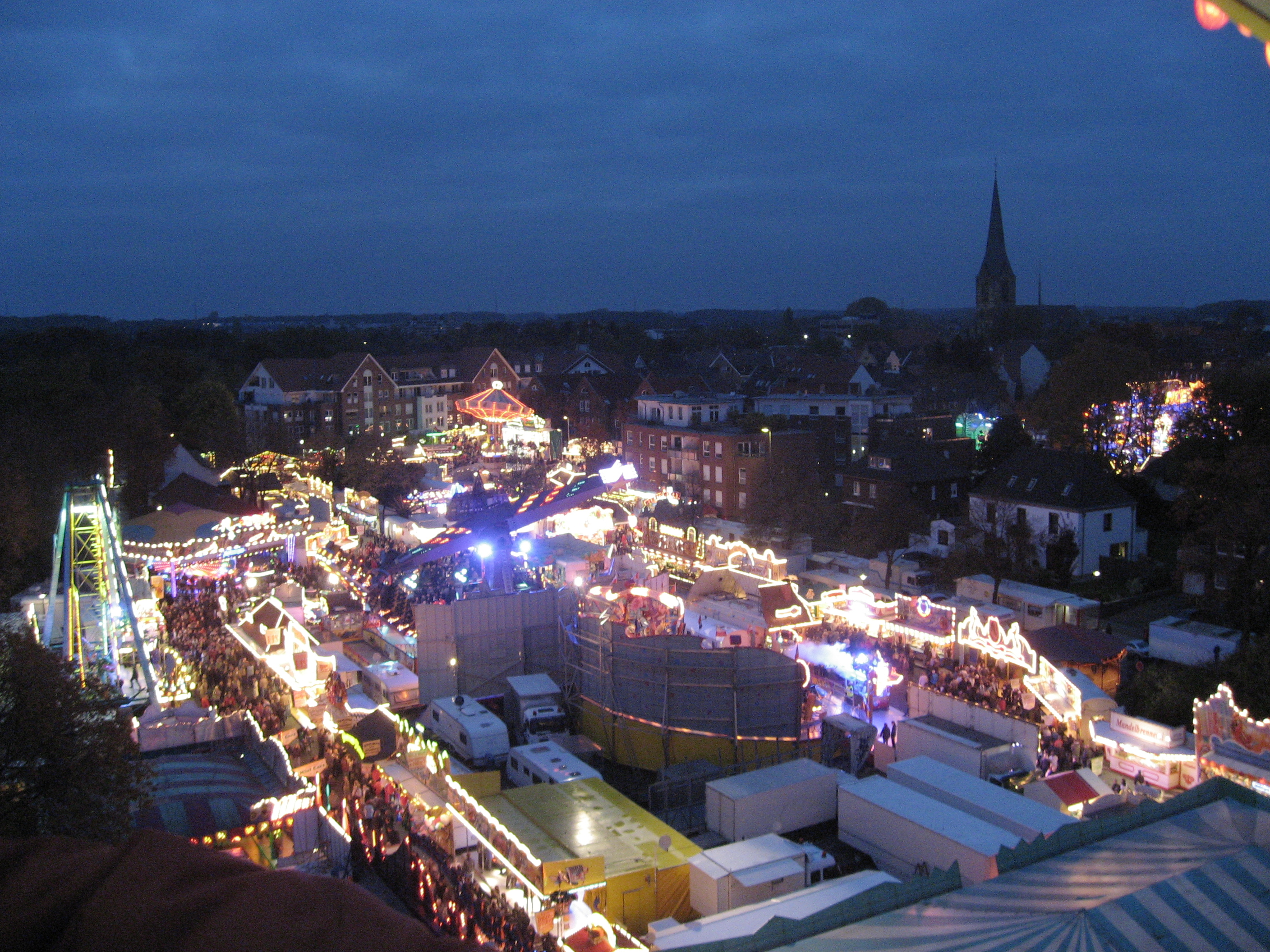
Blick vom Riesenrad in nord-östliche Richtung auf den Hagen und die Innenstadt (2008)

Der Simon-Juda-Markt in Werne, seit langem von den Einwohnern, Händlern und auswärtigen Besuchern nur Sim-Jü genannt, ist das älteste und größte Volksfest an der Lippe.

## Geschichte
Bereits im Jahre 1362 bestätigte Bischof Adolf von Münster seiner Grenzfeste Werne das Recht, zu Simon und Juda (28. Oktober) einen freien Markt zu halten. Ursprünglich für den Handel der bäuerlichen Bevölkerung, für Handwerker und Kaufleute gedacht, zog dieser Freimarkt schnell auch Spielleute und Gaukler, die frühen Schausteller, an. Ab 1608 wurde auch ein bereits zuvor bestehender Viehmarkt angegliedert.
Mit jährlich bis zu 300.000 Besuchern an den insgesamt vier Veranstaltungstagen gilt Sim-Jü heute als eine der bedeutenden Innenstadt-Kirmessen in Deutschland und als das größte Volksfest an der Lippe. 
Bebaut werden jährlich folgende Plätze der Innenstadt: Hagen, Marktplatz, Kurt-Schumacher-Platz, Parkplatz Kurt-Schumacher-Straße und die entsprechenden Verbindungsstraßen. Es sind jeweils bis zu 220 Schaustellerunternehmen, darunter rund 30 Fahrgeschäfte für groß und klein, präsent.
2012 wurde das 650-jährige Jubiläum des Simon-Juda-Marktes gefeiert. Tatsächlich dürfte der Werner Freimarkt weit älter sein. Denn in der Bestätigungsurkunde von 1362, auf die die Werner seit Jahr und Tag das Alter des Marktes beziehen, lautet ein Passus: „… die freie Kermisse, die da zu sein pflegt …“.

## Programmablauf
Jeweils um den vierten Sonntag im Oktober dreht sich von Samstag bis Dienstag in Werne alles um Sim-Jü. Nachdem die Werner am Kirmessamstag um 12.00 Uhr durch das Beiern der Glocken von St. Christophorus auf Sim-Jü eingestimmt werden, erfolgt um 14.00 Uhr das Hissen der historischen Freifahne auf dem Werner Marktplatz. Damit beginnt die fünfte Jahreszeit der Werner. Am Sonntag sind die Geschäfte der Einzelhändler grundsätzlich geöffnet. Am Kirmes-Montag nach 21 Uhr findet traditionell ein großes Brillantfeuerwerk statt. An den Ursprung des Simon-Juda-Marktes erinnert der abschließende Dienstag mit seinem „Kram- und Viehmarkt“. Rund 150 „Fliegende Händler“ sowie zigtausende Besucher beleben dann die nicht von der Kirmes in Anspruch genommenen Flächen der Innenstadt mit zusätzlichem geschäftigem Treiben.